# Diels-Reese-reactie
De Diels-Reese-reactie is een organische reactie waarbij dimethylacetyleendicarboxylaat en hydrazobenzeen reageren tot een adduct, waarvan de structuur afhankelijk is van het oplosmiddel. In xyleen wordt een indoolderivaat gevormd (met aniline als nevenproduct), in azijnzuur wordt een pyrazolon gevormd en in pyridine een chinoline:
De reactie werd vernoemd naar Otto Diels en J. Reese, die ze in 1934 publiceerden.